# Щелочная фосфатаза, плацентарная
Щелочная фосфатаза, плацентарный тип, также известный как плацентарная щелочная фосфатаза (PLAP), является аллостерическим ферментом, который у людей кодируется геном ALPP, расположенным у людей на коротком плече 2-й хромосомы. Длина полипептидной цепи белка составляет 535 аминокислот, а молекулярная масса — 57 954.
Кодируемый геном белок по функции относится к гидролаз. Задействован в таком биологическом процессе как полиморфизм. Белок имеет сайт связывания с ионами металлов, ионом цинка, ионом магния. Локализован в клеточной мембране.

## Ген
Существует по крайней мере четыре различных, но связанных щелочных фосфатазы: кишечная (ALPI), плацентарная (этот фермент), плацентароподобная (ALPPL2) и ткань-неспецифическая (печени/костей/почек) (ALPL). Первые три расположены вместе на хромосоме 2, тогда как тканеспецифическая форма расположена на хромосоме 1. Кодирующая последовательность для этой формы щелочной фосфатазы уникальна тем, что 3'-нетранслируемая область содержит несколько копий повтора семейства Alu. Кроме того, этот ген является полиморфным, и три общих аллеля (тип 1, тип 2 и тип 3) для этой формы щелочной фосфатазы хорошо охарактеризованы.

## Функция
Щелочная фосфатаза плацентарного типа представляет собой мембраносвязанный гликозилированный димерный фермент, также называемый термостойкой формой, который экспрессируется в основном в плаценте, хотя он тесно связан с кишечной, а также с плацентарноподобной формой.

## Клиническое значение
PLAP является онкомаркером, особенно при семиноме и раке яичников (например, дисгерминоме). Уровень PLAP достоверен только для некурящих, поскольку курение мешает измерению PLAP поскольку сывороточные концентрации PLAP у курильщиков увеличиваются до 10 раз, и поэтому его измерение не имеет большого значения в этой группе.

## Дальнейшее чтение
- Nye KE, Riley GA, Pinching AJ (1992). The defect seen in the phosphatidylinositol hydrolysis pathway in HIV-infected lymphocytes and lymphoblastoid cells is due to inhibition of the inositol 1,4,5-trisphosphate 1,3,4,5-tetrakisphosphate 5-phosphomonoesterase. Clin. Exp. Immunol. 89 (1): 89–93. doi:10.1111/j.1365-2249.1992.tb06883.x. PMC 1554388. PMID 1321014.
- Lowe ME (1992). Site-specific mutations in the COOH-terminus of placental alkaline phosphatase: a single amino acid change converts a phosphatidylinositol-glycan-anchored protein to a secreted protein. J. Cell Biol. 116 (3): 799–807. doi:10.1083/jcb.116.3.799. PMC 2289307. PMID 1730777.
- Micanovic R, Gerber LD, Berger J, Kodukula K, Udenfriend S (1990). Selectivity of the cleavage/attachment site of phosphatidylinositol-glycan-anchored membrane proteins determined by site-specific mutagenesis at Asp-484 of placental alkaline phosphatase. Proc. Natl. Acad. Sci. U.S.A. 87 (1): 157–61. doi:10.1073/pnas.87.1.157. PMC 53219. PMID 2153284.
- Martin D, Spurr NK, Trowsdale J (1988). RFLP of the human placental alkaline phosphatase gene (PLAP). Nucleic Acids Res. 15 (21): 9104. doi:10.1093/nar/15.21.9104. PMC 306450. PMID 2891112.
- Knoll BJ, Rothblum KN, Longley M (1988). Nucleotide sequence of the human placental alkaline phosphatase gene. Evolution of the 5' flanking region by deletion/substitution. J. Biol. Chem. 263 (24): 12020–7. PMID 3042787.
- Micanovic R, Bailey CA, Brink L, Gerber L, Pan YC, Hulmes JD, Udenfriend S (1988). Aspartic acid-484 of nascent placental alkaline phosphatase condenses with a phosphatidylinositol glycan to become the carboxyl terminus of the mature enzyme. Proc. Natl. Acad. Sci. U.S.A. 85 (5): 1398–402. doi:10.1073/pnas.85.5.1398. PMC 279778. PMID 3422741.
- Knoll BJ, Rothblum KN, Longley M (1988). Two gene duplication events in the evolution of the human heat-stable alkaline phosphatases. Gene. 60 (2–3): 267–76. doi:10.1016/0378-1119(87)90235-6. PMID 3443302.
- Ovitt CE, Strauss AW, Alpers DH, Chou JY, Boime I (1986). Expression of different-sized placental alkaline phosphatase mRNAs in placenta and choriocarcinoma cells. Proc. Natl. Acad. Sci. U.S.A. 83 (11): 3781–5. doi:10.1073/pnas.83.11.3781. PMC 323607. PMID 3459156.
- Millán JL (1986). Molecular cloning and sequence analysis of human placental alkaline phosphatase. J. Biol. Chem. 261 (7): 3112–5. PMID 3512548.
- Ezra E, Blacher R, Udenfriend S (1984). Purification and partial sequencing of human placental alkaline phosphatase. Biochem. Biophys. Res. Commun. 116 (3): 1076–83. doi:10.1016/S0006-291X(83)80252-6. PMID 6651840.
- Le Du MH, Stigbrand T, Taussig MJ, Menez A, Stura EA (2001). Crystal structure of alkaline phosphatase from human placenta at 1.8 A resolution. Implication for a substrate specificity. J. Biol. Chem. 276 (12): 9158–65. doi:10.1074/jbc.M009250200. PMID 11124260.
- Spurway TD, Dalley JA, High S, Bulleid NJ (2001). Early events in glycosylphosphatidylinositol anchor addition. substrate proteins associate with the transamidase subunit gpi8p. J. Biol. Chem. 276 (19): 15975–82. doi:10.1074/jbc.M010128200. PMID 11278620.
- Rump A, Kasper G, Hayes C, Wen G, Starke H, Liehr T, Lehmann R, Lagemann D, Rosenthal A (2001). Complex arrangement of genes within a 220-kb region of double-duplicated DNA on human 2q37.1. Genomics. 73 (1): 50–5. doi:10.1006/geno.2000.6504. PMID 11352565.
- Wennberg C, Kozlenkov A, Di Mauro S, Fröhlander N, Beckman L, Hoylaerts MF, Millán JL (2002). Structure, genomic DNA typing, and kinetic characterization of the D allozyme of placental alkaline phosphatase (PLAP/ALPP). Hum. Mutat. 19 (3): 258–67. doi:10.1002/humu.10052. PMID 11857742.
- Kozlenkov A, Manes T, Hoylaerts MF, Millán JL (2002). Function assignment to conserved residues in mammalian alkaline phosphatases. J. Biol. Chem. 277 (25): 22992–9. doi:10.1074/jbc.M202298200. PMID 11937510.
- Tang J, Li W (2002). [Methodological study on the assay of glycosylphosphatidylinositol-specific phospholipase D activity in serum]. Hunan Yi Ke da Xue Xue Bao. 24 (2): 119–22. PMID 11938765.
- Lehto MT, Sharom FJ (2002). Proximity of the protein moiety of a GPI-anchored protein to the membrane surface: a FRET study. Biochemistry. 41 (26): 8368–76. doi:10.1021/bi012038+. PMID 12081485.
- Le Du MH, Millan JL (2003). Structural evidence of functional divergence in human alkaline phosphatases. J. Biol. Chem. 277 (51): 49808–14. doi:10.1074/jbc.M207394200. PMID 12372831.
- Llinas P, Stura EA, Ménez A, Kiss Z, Stigbrand T, Millán JL, Le Du MH (July 2005). Structural studies of human placental alkaline phosphatase in complex with functional ligands. J. Mol. Biol. 350 (3): 441–51. doi:10.1016/j.jmb.2005.04.068. PMID 15946677.